# Rue de la Licorne
Rue de la Licorne var en gata på Île de la Cité i Quartier de la Cité i Paris. Gatan var uppkallad efter en butiksskylt, vilken visade en enhörning (licorne). Rue de la Licorne började vid Rue des Marmousets och slutade vid Rue Saint-Christophe. 
År 1269 fick gatan namnet Rue près le chevet de la Madeleine, eftersom den passerade bakom kyrkan Sainte-Marie-Madeleines chevet. Senare bar gatan namnet Rue des Oubloyers efter de konditorer, vilka bakade rån (oublie). Vissa av dessa konditorer, som hade sina butiker i grannskapet, bakade även oblater.
Rue de la Licorne var belägen i det tidigare 9:e arrondissementet, vilket existerade från 1795 till 1860.
Gatan revs under 1860-talet, då Hôtel-Dieu de Paris byggdes om och Parvis Notre-Dame utvidgades.

## Bilder
| - Rue de la Licorne på en karta från år 1737 (i bildens nedre vänstra hörn). - Rue de la Licorne med kyrkan Sainte-Marie-Madeleine på en karta från 1800-talet. - Rue de la Licorne på en karta från 1800-talet (i bildens övre del). |

## Omgivningar
- Sainte-Marie-Madeleine-en-la-Cité
- Saint-Christophe
- Saint-Germain-le-Vieux
- Notre-Dame
- Sainte-Chapelle
- Rue Saint-Christophe
- Rue des Trois-Canettes
- Rue de Perpignan
- Rue Cocatrix